# Anthurium riofrioi
Anthurium riofrioi är en kallaväxtart som beskrevs av Luis Aloysius, Luigi Sodiro. Anthurium riofrioi ingår i släktet Anthurium och familjen kallaväxter. Inga underarter finns listade.